# Eiji Ueda
Eiji Ueda (上田 栄治, Ueda Eiji, Tateyama, 22 december 1953) is een Japans voormalig voetballer en trainer.

## Carrière

### Spelerscarrière
Ueda begon zijn carrière in 1976 bij Fujita Industries, de voorloper van Shonan Bellmare. Met deze club werd hij in 1977, 1979 en 1981 kampioen van Japan. In 1982 beëindigde hij zijn carrière als voetballer.

### Trainerscarrière
In 1999 werd Ueda coach van Bellmare Hiratsuka. In 2000 werd hij aangesteld als coach van het Macaus voetbalelftal . In augustus 2002 werd hij aangesteld als coach van het Japans vrouwenvoetbalelftal. Hij gaf leiding aan het Japans elftal, dat deelnam aan de wereldkampioenschappen in 2003 en de Olympische Zomerspelen in 2004. Ueda werd nadien opnieuw trainer van de Shonan Bellmare.